# Obelisco Flaminio

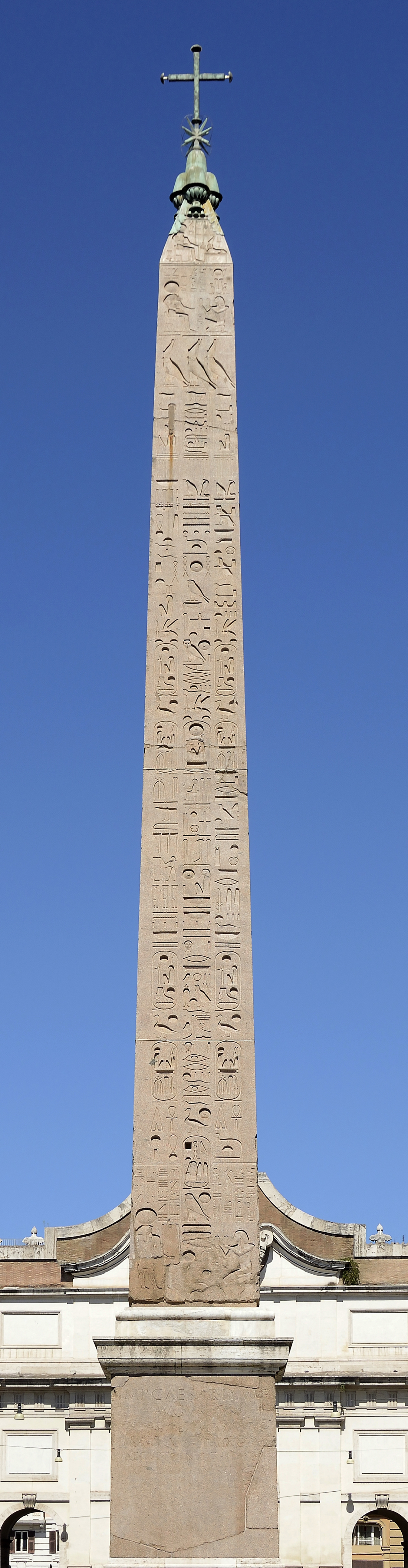
Obelisco Flaminio a piazza del Popolo

L'obelisco Flaminio è uno dei tredici obelischi antichi di Roma, situato in piazza del Popolo.
Ha una altezza di 25,90 metri, e con il basamento e la croce raggiunge i 36,50 m.

## Storia
Fu realizzato parzialmente nel 1300 a.C. all'epoca del faraone Seti I e completato dal figlio Ramses II nel (XIII secolo a.C.) per collocarlo nel tempio del Sole o Ra di Eliopoli in Egitto; come dimostra un estratto dell’iscrizione in geroglifico sul lato occidentale: “(Sethi …) che riempie Eliopoli di obelischi affinché i raggi possano illuminare il tempio di Ra …”. 
Nel 10 a.C., l'obelisco venne portato per nave a Roma, per volere di Ottaviano Augusto, insieme all'obelisco di Montecitorio, e collocato sulla spina del Circo Massimo, seguito tre secoli più tardi dall'obelisco Lateranense.

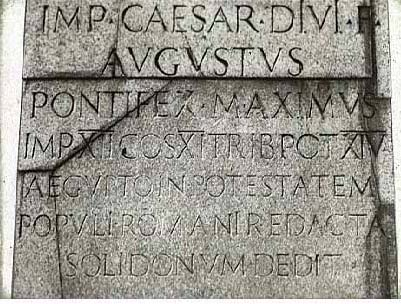
L'iscrizione sull'obelisco

Augusto decise di mantenere la originaria dedica del monumento al Sole, che per i romani e i greci corrispondeva ad Apollo, la divinità tutelare dell'imperatore, e fece aggiungere due dediche identiche incise sui lati a nord e a sud della base:
Abbattuto probabilmente durante le invasioni barbariche, fu ritrovato nel 1587 rotto in tre pezzi insieme all'obelisco Lateranense, ed eretto nuovamente, per ordine di papa Sisto V, in piazza del Popolo, ad opera di Domenico Fontana nel 1589.
Nel 1823 Giuseppe Valadier lo ornò di una base con quattro vasche circolari e altrettanti leoni in pietra, di stile egizio, per ordine di papa Leone XII.